# (32464) 2000 SB132
2000 SB132 (asteroide 32464) é um asteroide troiano de Júpiter. Possui uma excentricidade de 0.01629490 e uma inclinação de 25.25350º.
Este asteroide foi descoberto no dia 22 de setembro de 2000 por LINEAR em Socorro.